# Hypotrachyna longiloba
Hypotrachyna longiloba är en lavart som först beskrevs av Hugo Magnusson., och fick sitt nu gällande namn av Hale. Hypotrachyna longiloba ingår i släktet Hypotrachyna och familjen Parmeliaceae.   Inga underarter finns listade i Catalogue of Life.